# Ge Fei (Badminton)
Ge Fei (chinesisch 葛菲, Pinyin Gě Fēi, * 9. Oktober 1975 in Nantong, Jiangsu) ist eine ehemalige chinesische Badmintonspielerin und Olympiasiegerin.

## Karriere
Ge Fei gewann fünf Goldmedaillen bei den Asienmeisterschaften im Badminton. 1994 in Shanghai, 1995 in Peking, 1998 in Bangkok und 1999 in Kuala Lumpur gewann Ge im Doppel. In Peking gewann sie daneben auch noch im Mixed-Turnier. 1995 bei der Weltmeisterschaft in Lausanne belegte Ge Fei den dritten Platz im Mixed-Doppel. Bei den Weltmeisterschaften in Glasgow 1997 wurde sie Weltmeisterin im Doppel und im Mixed. Den Doppel-Titel konnte Ge in Kopenhagen 1999 verteidigen, im Mixed-Doppel belegte sie den Bronzerang.
Bei den Olympischen Sommerspielen 1996 in Atlanta gewann Ge Fei zusammen mit Gu Jun im Doppel die Goldmedaille. Im Finale besiegten sie Gil Young-ah und Jang Hye-ock aus Südkorea mit 15:5 und 15:5. In Sydney, bei den Olympischen Sommerspielen 2000, nahm Ge Fei am Doppel- und Mixed-Turnier teil. Zusammen mit Gu Jun verteidigte sie das Doppel-Gold von 1996. Im Mixed-Turnier scheiterte sie mit Liu Yong in der Runde der letzten 16.
Ge Fei wurde von Tang Xuehua trainiert.

## Sportliche Erfolge
| Saison | Veranstaltung              | Disziplin   | Platz | Name                 |
| ------ | -------------------------- | ----------- | ----- | -------------------- |
| 1992   | Malaysia Open              | Damendoppel | 1     | Ge Fei / Gu Jun      |
| 1993   | Wimbledon Open             | Damendoppel | 1     | Ge Fei / Gu Jun      |
| 1993   | Wimbledon Open             | Dameneinzel | 1     | Ge Fei               |
| 1993   | Thailand Open              | Damendoppel | 1     | Ge Fei / Gu Jun      |
| 1994   | Singapur Open              | Damendoppel | 1     | Ge Fei / Gu Jun      |
| 1994   | Thailand Open              | Damendoppel | 1     | Ge Fei / Gu Jun      |
| 1994   | China Open                 | Damendoppel | 1     | Ge Fei / Gu Jun      |
| 1994   | Malaysia Open              | Damendoppel | 1     | Ge Fei / Gu Jun      |
| 1994   | Asienmeisterschaft         | Damendoppel | 1     | Ge Fei / Gu Jun      |
| 1994   | Asienspiele                | Damendoppel | 3     | Ge Fei / Gu Jun      |
| 1995   | Asienmeisterschaft         | Mixed       | 1     | Liu Jianjun / Ge Fei |
| 1995   | Asienmeisterschaft         | Damendoppel | 1     | Ge Fei / Gu Jun      |
| 1995   | Singapur Open              | Damendoppel | 1     | Ge Fei / Gu Jun      |
| 1995   | Indonesia Open             | Damendoppel | 1     | Ge Fei / Gu Jun      |
| 1995   | China Open                 | Damendoppel | 1     | Ge Fei / Gu Jun      |
| 1995   | Japan Open                 | Damendoppel | 1     | Ge Fei / Gu Jun      |
| 1995   | Weltmeisterschaft          | Mixed       | 3     | Liu Jianjun / Ge Fei |
| 1995   | Thailand Open              | Damendoppel | 2     | Ge Fei / Gu Jun      |
| 1996   | World Cup                  | Damendoppel | 1     | Ge Fei / Gu Jun      |
| 1996   | All England                | Damendoppel | 1     | Ge Fei / Gu Jun      |
| 1996   | Olympia                    | Damendoppel | 1     | Ge Fei / Gu Jun      |
| 1996   | Japan Open                 | Damendoppel | 2     | Ge Fei / Gu Jun      |
| 1996   | Chinese Taipei Open        | Damendoppel | 1     | Ge Fei / Gu Jun      |
| 1997   | Malaysia Open              | Damendoppel | 1     | Ge Fei / Gu Jun      |
| 1997   | Malaysia Open              | Mixed       | 1     | Liu Yong / Ge Fei    |
| 1997   | Swiss Open                 | Mixed       | 1     | Liu Yong / Ge Fei    |
| 1997   | Japan Open                 | Mixed       | 1     | Liu Yong / Ge Fei    |
| 1997   | All England                | Damendoppel | 1     | Ge Fei / Gu Jun      |
| 1997   | All England                | Mixed       | 1     | Liu Yong / Ge Fei    |
| 1997   | Korea Open                 | Mixed       | 1     | Liu Yong / Ge Fei    |
| 1997   | Weltmeisterschaft          | Damendoppel | 1     | Gu Jun / Ge Fei      |
| 1997   | Weltmeisterschaft          | Mixed       | 1     | Liu Yong / Ge Fei    |
| 1997   | World Cup                  | Damendoppel | 1     | Ge Fei / Gu Jun      |
| 1997   | World Cup                  | Mixed       | 1     | Liu Yong / Ge Fei    |
| 1997   | China Open                 | Mixed       | 2     | Liu Yong / Ge Fei    |
| 1997   | China Open                 | Damendoppel | 1     | Ge Fei / Gu Jun      |
| 1997   | Japan Open                 | Damendoppel | 1     | Ge Fei / Gu Jun      |
| 1997   | Swiss Open                 | Damendoppel | 1     | Ge Fei / Gu Jun      |
| 1997   | Korea Open                 | Damendoppel | 1     | Ge Fei / Gu Jun      |
| 1997   | Singapur Open              | Damendoppel | 1     | Ge Fei / Gu Jun      |
| 1998   | All England                | Damendoppel | 1     | Ge Fei / Gu Jun      |
| 1998   | Asienspiele                | Damendoppel | 1     | Ge Fei / Gu Jun      |
| 1998   | Asienmeisterschaft         | Damendoppel | 1     | Ge Fei / Gu Jun      |
| 1998   | Asienmeisterschaft         | Mixed       | 2     | Sun Jun / Ge Fei     |
| 1998   | Japan Open                 | Damendoppel | 1     | Ge Fei / Gu Jun      |
| 1998   | Singapur Open              | Damendoppel | 1     | Ge Fei / Gu Jun      |
| 1998   | Swiss Open                 | Damendoppel | 1     | Ge Fei / Gu Jun      |
| 1999   | Asienmeisterschaft         | Damendoppel | 1     | Ge Fei / Gu Jun      |
| 1999   | Thailand Open              | Mixed       | 1     | Liu Yong / Ge Fei    |
| 1999   | Denmark Open               | Mixed       | 1     | Liu Yong / Ge Fei    |
| 1999   | Chinese Taipei Open        | Mixed       | 1     | Liu Yong / Ge Fei    |
| 1999   | Weltmeisterschaft          | Damendoppel | 1     | Gu Jun / Ge Fei      |
| 1999   | China Open                 | Mixed       | 1     | Liu Yong / Ge Fei    |
| 1999   | Japan Open                 | Damendoppel | 1     | Ge Fei / Gu Jun      |
| 1999   | Asienmeisterschaft         | Mixed       | 2     | Liu Yong / Ge Fei    |
| 1999   | Malaysia Open              | Damendoppel | 1     | Ge Fei / Gu Jun      |
| 1999   | China Open                 | Damendoppel | 1     | Ge Fei / Gu Jun      |
| 1999   | Weltmeisterschaft          | Mixed       | 3     | Liu Yong / Ge Fei    |
| 1999   | Japan Open                 | Mixed       | 1     | Liu Yong / Ge Fei    |
| 2000   | All England                | Mixed       | 2     | Liu Yong / Ge Fei    |
| 2000   | Japan Open                 | Mixed       | 1     | Liu Yong / Ge Fei    |
| 2000   | All England                | Damendoppel | 1     | Ge Fei / Gu Jun      |
| 2000   | Olympia                    | Damendoppel | 1     | Ge Fei / Gu Jun      |
| 2000   | Japan Open                 | Damendoppel | 2     | Ge Fei / Gu Jun      |
| 2000   | Thailand Open              | Mixed       | 3     | Liu Yong / Ge Fei    |
| 2000   | Thailand Open              | Damendoppel | 1     | Ge Fei / Gu Jun      |
| 2001   | Chinesische Nationalspiele | Mixed       | 1     | Sun Jun / Ge Fei     |